# Parafia Świętej Trójcy w Pęchowie
Parafia Świętej Trójcy w Pęchowie jest jedną z 9 parafii leżącą w granicach dekanatu złotnickiego. Erygowana 1579 roku.

## Dokumenty
Księgi metrykalne: 
- ochrzczonych od 1790 roku
- małżeństw od 1907 roku
- zmarłych od 1946 roku